# Ben Elton
Benjamin Charles Elton (Londres, 3 de mayo de 1959) es un comediante, escritor y director británico. Apenas terminó la universidad en 1980, se convirtió en comediante y en escritor de comedias. Fue una figura importante en el ámbito de la comedia alternativa en los años ochenta. Más recientemente ha tenido éxito escribiendo letras de musicales y produciéndolos, y como escritor.

## Biografía
Elton nació en Catford (Londres), hijo de una maestra británica y del físico e investigador educativo Lewis Elton, de ascendencia judío alemana. Es sobrino del historiador Sir Geoffrey Elton. Estudió en la Stillness Junior School y la Godalming Grammar School (en Surrey) y en la Universidad de Mánchester. Elton está casado y tiene tres hijos. Vive en Londres y en Fremantle (Australia Occidental).
Elton tiene la ciudadanía doble con Australia desde 2004.

## Trabajos

### Televisión
Su primera aparición en televisión fue como comediante en el programa de música juvenil de la BBC1 The Oxford Roadshow.
Su primer éxito en TV (a los 21 años de edad) fue como escritor de la comedia de situaciones The Young Ones (‘Los jóvenes’), en la que aparecía ocasionalmente.
En 1983 y 1984 escribió y apareció en un sketch cómico de la serie televisiva Alfresco (en Granada Television), que también tuvo notables apariciones primerizas de Stephen Fry, Hugh Laurie, Emma Thompson y Robbie Coltrane.
En 1985, Elton produjo su primer guion solo para la BBC con la serie de comedia dramática Happy Families, protagonizada por Jennifer Saunders y Adrian Edmondson. Elton apareció en el quinto episodio como el liberal director de una prisión.
En 1985 Elton comenzó a escribir en colaboración con Richard Curtis. Juntos escribieron Blackadder II, Blackadder the Third y Blackadder Goes Forth. Blackadder, protagonizado por Rowan Atkinson, fue un éxito mundial, que ganó cuatro BAFTAs y un Emmy.

Elton y Curtis también escribieron el show de Atkinson de 1986 The New Review (que fue un fracaso) y el infame episodio de prueba del personaje Mr. Bean.

En 1990 Elton protagonizó su propia serie cómica The Man from Auntie, que tuvo una segunda serie en 1994.
(El título satiriza la serie policial The Man from UNCLE (literalmente ‘el hombre de TÍO’; en español se llamó El agente de CIPOL); "AUNTIE" (‘tía’) es un sobrenombre de la televisora BBC).
En 1989 Elton ganó el premio Royal Television Society Writers’ Award.
El programa The Ben Elton Show (de 1993) mantuvo un formato similar al de The Man from Auntie y presentaba (de manera algo incongruente) a Ronnie Corbett, un cómico de la «vieja guardia».

#### Detrás de cámara
Elton también escribió y produjo The Thin Blue Line (la delgada línea azul), una comedia de situación (filmada en estudios) acerca de una estación de policía también protagonizada por Rowan Atkinson, que duró dos temporadas (1995 y 1996).

### Radio
Elton coprotagonizó con Adrian Edmondson una sitcom basada en la canción Teenage Kicks, para la BBC Radio 2.

### Novelas
Elton publicó doce novelas desde 1989, todas publicadas por Black Swan (una firma de Transworld), excepto Stark, originalmente publicada por Sphere Books, que se convirtió en una película australiana de televisión en 1993, protagonizada por el mismo Elton.
- Stark (1989)
- Gridlock (1991), n.º 1 en RU
- Un nuevo edén (1993), n.º 1 en RU
- Popcorn (1996), n.º 1 en RU and Crime Writers' Association of Great Britain Gold Dagger Award for fiction
- Blast from the Past (1998), primeros 5 en RU
- Inconcebible (1999), primeros 5 en RU (más tarde convertida en película, ver más abajo).
- Dead Famous (2001), primeros 5 en RU.
- Alta sociedad (2002), n.º 1 en RU y premio WH Smith's People Choice Fiction Award
- Past Mortem (2004), primeros 5 en RU
- La primera víctima (2005), primeros 5 en RU
- Chart Throb (2006).
- Fe ciega (2007).

#### Detrás de cámara
Elton escribió y dirigió la adaptación para televisión de su novela Inconcebible, que fue renombrada Maybe Baby (quizá bebé, 2000) protagonizada por Hugh Laurie y Joely Richardson.
Fue un éxito moderado en RU y fue distribuida en todo el mundo.
La película fue nominada para un premio en el Emden Film Festival, en Alemania.

### Musicales
Elton colaboró con Andrew Lloyd Webber en The Beautiful Game en 2000, escribiendo el guion y las letras de las canciones (mientras Lloyd Webber escribió la música).
The Beautiful Game ganó el premio London Critics Circle Award por mejor nuevo musical.
De igual manera, Elton colaboró con Brian May y Roger Taylor, miembros de la banda de rock inglesa Queen para escribir el musical We Will Rock You , basado en los temas populares de la banda.

### Teatro
Elton estudió Drama en la Universidad de Mánchester y escribió tres obras para el West End.
- Gasping (1990) fue estrenada en el Teatro Real Haymarket (de Londres). Fue protagonizada por Hugh Laurie y presentó la voz de Stephen Fry.
- Silly Cow (1991) también estrenada en el Theatre Royal Haymarket (Londres). Fue escrita y protagonizada por Dawn French.
- Popcorn (1996) fue adaptada para teatro e hizo una gira por todo Reino Unido y Australia.
- Blast From the Past (1998) fue adaptada para teatro y producida por West Yorkshire Playhouse.

### Premios
En 2007, Ben Elton ganó el premio Honorary Rose por el trabajo de su vida en el festival Rose d’Or.
También obtuvo un Companion del Liverpool Institute for Performing Arts (Instituto Liverpool de Artes Dramáticas), en reconocimiento por el trabajo que llevó a cabo con sus estudiantes.

## Críticas
Anne Robinson puso a Elton en la serie Room 101 en protesta por haber él trabajado para Royal Variety Performance.
Ella dijo que él se merecía entrar en la habitación «por haber sido un completo hipócrita y por haber tirado a la basura todo por lo que trabajó en los ochenta y noventa».
Fue puesto en la serie por segunda vez (y fue la única persona que experimentó ese deshonor) en 2007 por el comediante Mark Steel.
En su show de 2005 Stand-up Comedian, el cómico Stewart Lee afirmó que el propio Osama Bin Laden es menos despreciado que Ben Elton debido a que «por lo menos vivió su vida de acuerdo a un conjunto coherente de principios éticos».
Elton también fue criticado por escribir un musical con el músico Andrew Lloyd Webber, que se supone que es de derechas y que apoya el Partido Conservador.
En su defensa, Elton dijo que «si yo me negara a hablar con los torys, estrecharía considerablemente mi espectro social y profesional.
Si juzgas a todas tus relaciones por las intenciones de voto de una persona, creo que te pierdes todas las variedades de la vida».
Elton también fue criticado por escribir en colaboración una canción que fue estrenada en la inauguración del presidente de EE. UU. George W. Bush.
Cuando se le cuestionó esto, Elton remarcó que él no veía esto como una celebración para Bush, sino para la presidencia de EE. UU., y dijo que aunque él despreciaba algunas de las políticas de Bush, tampoco era lo suficientemente de derecha como para invocar un boicot al estilo sudafricano».
Acerca de las críticas que le dirigen, Elton dice que: «Puedo haber tenido un periodo de luna de miel con la crítica, pero he sido una molestia desde que empecé. Primero me pegaban porque era demasiado de izquierda, después aparentemente me vendí y ahora soy demasiado de derecha. Pero todo el tiempo he sido yo mismo, y ciertamente no soy la persona que reconozco en todo lo que escriben acerca de mí»
Él niega ser un autor anti-establishment: «¡Cuando tenía 21 años escribí una comedia de situaciones para la BBC! ¿Cómo mierda voy a ser anti-establishment? Desde la primera entrevista que di, hablé acerca de Morecambe and Wise, y cada vez que me preguntaban sobre Lenny Bruce yo decía: “Sí, es bueno, pero no me hace reír como Eric y Ernie”».